# Cenzură

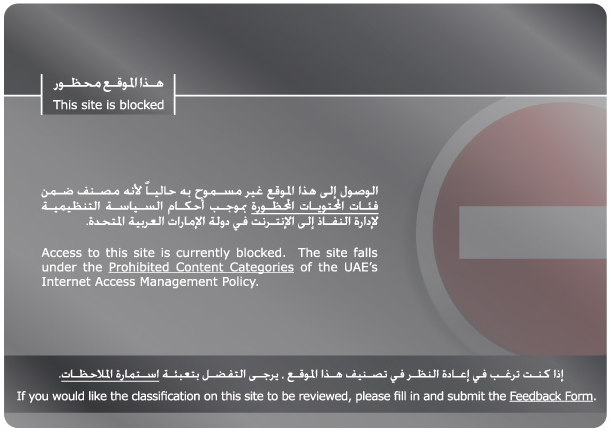
Unele guverne ale unor națiuni precum Arabia Saudită, Coreea de Nord, Cuba, Iran, Venezuela și Republica Populară Chineză restricționează utilizatorii din țările lor să vizualizeze anumite conținuturi de pe internet din motive ideologice, politice și/sau religioase, considerate contrare criteriilor dvs.

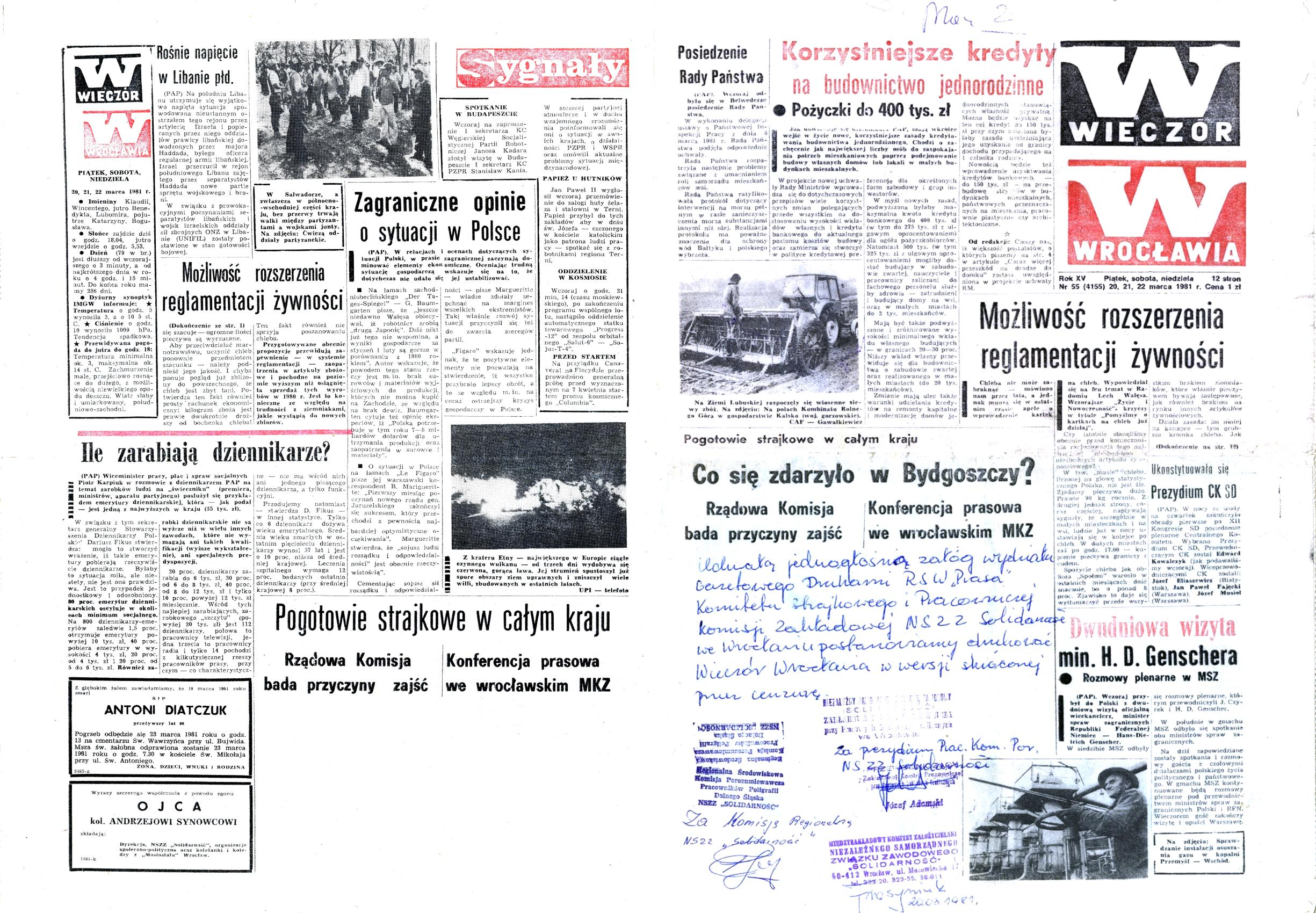
Pagini din ziarul Wieczór Wrocławia apărut în martie 1981 în Wrocław, Polonia. Unul dintre articole, exprimând poziţia sindicatului Solidarność despre greva de la Bydgoszcz, a fost cenzurat de guvern. Ca răspuns sindicatul a decis să taie și articolul care reprezenta punctul de vedere oficial.

Cenzura este prevenirea diseminării informației către public de către un grup de control. De obicei, cenzura este realizată de guverne, grupuri religioase sau de mass-media, dar există și alte forme de cenzură. Păstrarea informațiilor secrete oficiale, secretelor comerciale, proprietății intelectuale și comunicațiilor privilegiate avocat-client nu sunt de obicei descrise ca cenzură, atâta timp cât rămân în limite rezonabile. De aceea, termenul cenzură poartă deseori o semnificație de represiune prin secretizarea informațiilor.

## Motive
Cenzura este o funcție integrală a oricărui stat care pune în aplicare un sistem de interdicții și restricții, precum și un mecanism de propagandă. În schimb, în societatea civilă există  asigurare publică și juridică pentru libertatea de exprimare. 
Cercetătorii observă o diferență semnificativă între cenzura în statele  democratice și  totalitare. Într-un stat de drept democratic, cenzura asigură securitatea internă și externă a țării, stabilitatea statului și sistemul politic, cu respectarea maximă a drepturilor și libertăților omului. 
Prin natura totalitară a puterii, rolul cenzurii se schimbă semnificativ. Într-un astfel de start, cenzura exercită funcții de control și interzicere, de poliție și de manipulare, în mare parte coincisând cu funcțiile organelor represive. Cenzura în statele totalitare nu limitează distribuirea informațiilor indezirabile, ci interferează și în procesul creativ, în sfera profesională și în viața privată a cetățenilor.
Friedrich von Hayek, laureat al  Premiului Nobel explică motivele acestui fenomen prin faptul că pentru existența unui regim totalitar este necesar ca convingerile externe față de ele să devină proprii, iar întreaga societate să aibă un scop comun. El scria:
„Pentru ca  oamenii să susțină сu certitudine o cauză comună, ei trebuie să fie convinși că atât scopul cât și mijloacele sunt alese corect....”

## Tipuri și forme
Din punct de vedere istoric, aceste tipuri de cenzură prin natura informațiilor reglementate:
- militară
- stat
- economică
- comercială
- politică
- ideologică
- morală
- spirituală.

Cenzura este, de asemenea, împărțită în seculare și religioase și, după tip de purtător de informații, cenzurarea mass-media, a cărților, a teatrului și a cinematografiei, a vorbirii publice, a perceperii corespondenței etc. Există și alte tipuri de cenzură. Astfel, Arlene Blum notează "cenzura pedagogică" cu privire la informațiile admise spre publicare, dar limitate în distribuție în anumite sectoare ale societății, cum ar fi interzicerea utilizării ca lectură școlară.
Conform metodelor de implementare, cenzura preliminară și cenzura ulterioară (punitivă) diferă.
Când este necesară o cenzură anterioară pentru a obține permisiunea de a elibera această sau acea informație. Forma specifică de punere în aplicare a acestei cenzuri este prezența unei anumite proceduri oficiale, conform căreia autorul, interpretul sau editorul trebuie să transmită organismului de cenzură de stat texte, înregistrări audio și video, schițe etc. pentru a obține permisiunea de a publica, efectua, afișa, difuza pe canale electronice. și așa mai departe.
Cu o cenzură ulterioară, se evaluează informațiile deja publicate și se iau măsuri restrictive sau prohibitive în legătură cu o anumită publicație sau lucrare: scoaterea din circulație, aplicarea de sancțiuni împotriva persoanelor fizice sau juridice care au încălcat cerințele de cenzură.
Există, de asemenea, auto-cenzura ca auto-limitare conștientă a autorului în dezvăluirea informațiilor pe baza unor considerații personale (de exemplu, restricții morale și etice, conformism intern) sau de teama de a pedepsi pentru încălcarea regulilor de cenzură. Autocenzura din motive de conformitate sau teamă este una dintre manifestările caracteristice ale deformării societății civile.